# Golden Globe Awards 1944
Die erste Verleihung der Golden Globe Awards, die die besten Leistungen des Filmjahres 1943 würdigten, fand Ende Januar 1944 in den Studios von 20th Century Fox in Los Angeles, Kalifornien statt.

## Preisträger

### Bester Film
Das Lied von Bernadette (The Song of Bernadette) – Regie: Henry King

### Bester Regisseur
Henry King – Das Lied von Bernadette (The Song of Bernadette)

### Bester Hauptdarsteller
Paul Lukas – Watch on the Rhine

### Beste Hauptdarstellerin
Jennifer Jones – Das Lied von Bernadette (The Song of Bernadette)

### Bester Nebendarsteller
Akim Tamiroff – Wem die Stunde schlägt (For Whom the Bell Tolls)

### Beste Nebendarstellerin
Katina Paxinou – Wem die Stunde schlägt (For Whom the Bell Tolls)